# ایمبودن (ویرجینیا)
ایمبودن (به انگلیسی: Imboden) یک منطقهٔ مسکونی در ایالات متحده آمریکا است که در شهرستان ویس، ویرجینیا واقع شده‌است. ایمبودن ۵۱۶٫۰۳ متر بالاتر از سطح دریا قرار دارد.